# Retard de jeu
Au football américain ou canadien, on appelle généralement retard de jeu (delay of game), le fait de ne pas mettre le ballon en jeu dans le temps imparti.
En football américain, l'attaque est pénalisée de 15 yards pour un delay of game si elle ne met pas le ballon en jeu, par un snap ou un coup de pied (kick), avant que le temps imparti ne soit écoulé (soit que l'horloge n'affiche zéro). Ce délai imparti, qui peut varier en fonction de la ligue, est généralement de 25 secondes et se décompte dès que l'arbitre signale que le ballon est prêt à jouer. En National Football League, en fonction des circonstances, le délais peut passer à 40 secondes. 
La défense peut également être pénalisée si, après la fin du jeu précédent, elle empêche un attaquant de se relever ou de botter le ballon ou si elle ne cède pas rapidement le ballon aux arbitres.

## Temps imparti
- National Football League : 25 secondes
- Ligue canadienne de football : 20 secondes

## Pénalité
- 5 yards depuis la précédente ligne d'engagement.